# Synopeas viklundi
Synopeas viklundi is een vliesvleugelig insect uit de familie van de Platygastridae. De wetenschappelijke naam van de soort is voor het eerst geldig gepubliceerd in 2010 door Peter Neerup Buhl.
De soort komt voor in Maleisië.